# 布茨涅韋
49°13′23″N 27°26′36″E / 49.22306°N 27.44333°E
布茨內韋（烏克蘭語：Буцневе）是位於烏克蘭西部的村莊，由赫梅利尼茨基州裡赫梅利尼茨基區的德拉日尼亞市鎮負責管轄。該村始建於1851年，面積1.77平方公里，海拔高度314米，2015年人口347，人口密度每平方公里230.6人。